# Lerma (Italia)
Lerma (Lerma in ligure e in piemontese) è un comune italiano di 809 abitanti della provincia di Alessandria, in Piemonte, situato su un colle del Alto Monferrato che domina la valle del torrente Piota. È uno dei comuni principali dell'Ovadese, area storico-culturale del Basso Piemonte e del Monferrato, che prende il nome dalla città di Ovada.
Parte del territorio comunale fa parte del Parco naturale delle Capanne di Marcarolo. Ha una exclave, compresa tra i comuni di Bosio, Casaleggio Boiro e Tagliolo Monferrato.

## Storia
La storia di Lerma ha inizio nel 1166, quando Guglielmo V del Monferrato provò a riconquistare il castello di Parodi. Durante il tentativo venne però distrutta Rondinaria, ed i superstiti migrarono in un rilievo scosceso che domina la valle del Piota, iniziando a rinforzarlo. Fu proprio in quel periodo che nacque Erma (da eremita, per via della lontananza del borgo), l'odierna Lerma. Il primo documento in cui si riscontra la sua esistenza si ha sotto i marchesi di Morbello. La lenta penetrazione ligure si ha quando una parte del territorio passò in mano alla Repubblica Genovese nel 1204, per poi passare completamente a Genova nel 1233.
Nel 1325 Lerma risulta un possedimento dei marchesi di Monferrato, e successivamente nel 1384 il castello ed i dintorni furono venduti ai genovesi, venendo ceduta di famiglia in famiglia per poi essere venduta ad Ottobono Spinola nel 1414, e da questo momento rimarrà della suddetta casata. Avvenimento di grande importanza avvenne durante la Guerra dei Trent'anni, quando 28 valorosi uomini aiutati dalle rispettive donne opposero una forte resistenza con i pochi mezzi a disposizione(acqua bollente, frecce e pietre) ai 1500 soldati spagnoli di Don Diego D'Aragona in spedizione punitiva contro gli Spinola. Data l'enorme differenza di forze i lermesi furono costretti alla resa, ad onorevoli condizioni. 
Nel 1713, a seguito del Trattato di Utrecht, passò definitivamente sotto i Savoia, che fin da subito imposero pesanti tasse alla popolazione. Una leggenda nota alla maggior parte dei lermesi è certamente quella delle tre rose: Isabella Corvalan, nel 1565, che stava soggiornando nel castello, ricevette tre rose d'oro da un ordine cavalleresco genovese, i quali petali erano tempestati da rubini. Le rose nascondono un messaggio segreto che secondo la tradizione solo la regina di Castiglia ed alcuni ordini esoterici sapevano interpretare. Richiamata dal Viceré spagnolo a Milano, donna Isabella nascose le rose nel castello, ripromettendo di tornare successivamente a riprenderle, cosa che però non fece, facendo così rimanere il tesoro ancora oggi all'interno dell'edificio nascosto da qualche parte. Nel XIX secolo furono ritrovati dei documenti che riportarono alla luce questo fatto, ma nonostante le ricerche, le rose non vennero mai trovate. Si racconta che in un solo giorno d'autunno, quando il sole colpisce in obliquo con i suoi raggi il castello, il bagliore dei rubini farà risplendere le rose.

### Simboli
Lo stemma e il gonfalone del comune di Lerma sono stati concessi con decreto del presidente della Repubblica del 29 gennaio 1982.
Lo stemma rappresenta su campo d'argento il castello, riedificato dagli Spinola nel 1499, coperto di tegole rosse e fondato su una collina di verde. Il gonfalone è un drappo troncato di verde e di bianco.

## Monumenti e luoghi d'interesse
Il castello, riedificato dagli Spinola nel 1499, è posto in posizione pittoresca su uno strapiombo sul torrente Piota. Attorno alle sue mura si sviluppa il ricetto: un borgo murato a cui si accede attraverso un arco aperto che funge da entrata unica. Un tempo si passava anche dalle coste del fiume, risalendo a lato di una collina. Ora quella via è privata e pericolosa.
La parrocchiale di Lerma, è stata costruita trasformando in abside una torre preesistente. Nel 1975 casualmente vi fu scoperto un affresco di scuola genovese del 1608, il Battesimo di Gesù da parte del Battista raffigurante anche i committenti, Agostino e Cecilia Spinola, feudatari del luogo. Oggi completamente restaurata, dopo 3 anni di lavori, conserva al suo interno una Madonna con Bambino di Barnaba da Modena.
La pieve, situata nel cimitero di Lerma, conserva nel suo interno a navata unica, con soffitto a capriate lignee, splendide pitture del XV secolo, in particolare, nel catino absidale, il Cristo Pantocratore, raffigurato racchiuso in una mandorla, origine di vita, circondato dai simboli dei quattro Evangelisti.

## Società

### Evoluzione demografica
Abitanti censiti

## Cultura

### Sagre
- Festa del fungo ad inizio Settembre, non festeggiata da qualche anno.

## Infrastrutture e trasporti
Lerma è servita da autoservizi gestiti dalle società STP (ex ARFEA) e SAAMO.
In passato la cittadina era servita da una fermata della tranvia Novi Ligure - Ovada, relativamente distante dal borgo, le cui corse cessarono nel 1953.

## Amministrazione
Di seguito è presentata una tabella relativa alle amministrazioni che si sono succedute in questo comune.
| Periodo        | Periodo        | Primo cittadino | Partito                                | Carica  | Note  |
| -------------- | -------------- | --------------- | -------------------------------------- | ------- | ----- |
| 9 marzo 1988   | 24 maggio 1990 | Giacomo Caneva  | Democrazia Cristiana                   | Sindaco | [ 6 ] |
| 24 maggio 1990 | 24 aprile 1995 | Giacomo Caneva  | Democrazia Cristiana                   | Sindaco | [ 6 ] |
| 24 aprile 1995 | 14 giugno 1999 | Giacomo Caneva  | centro-sinistra                        | Sindaco | [ 6 ] |
| 14 giugno 1999 | 14 giugno 2004 | Massimo Arata   | lista civica                           | Sindaco | [ 6 ] |
| 14 giugno 2004 | 8 giugno 2009  | Massimo Arata   | lista civica                           | Sindaco | [ 6 ] |
| 8 giugno 2009  | 26 maggio 2014 | Bruno Aloisio   | lista civica: fatti concreti per Lerma | Sindaco | [ 6 ] |
| 26 maggio 2014 | 26 maggio 2019 | Bruno Aloisio   | lista civica: fatti concreti per Lerma | Sindaco | [ 6 ] |
| 26 maggio 2019 | 10 giugno 2024 | Bruno Aloisio   | lista civica: fatti concreti per Lerma | Sindaco | [ 6 ] |
| 10 giugno 2024 | in carica      | Bruno Aloisio   | lista civica: fatti concreti per Lerma | Sindaco | [ 6 ] |

### Gemellaggi
- Lerma, dal 2014[7][8]

## Galleria d'immagini

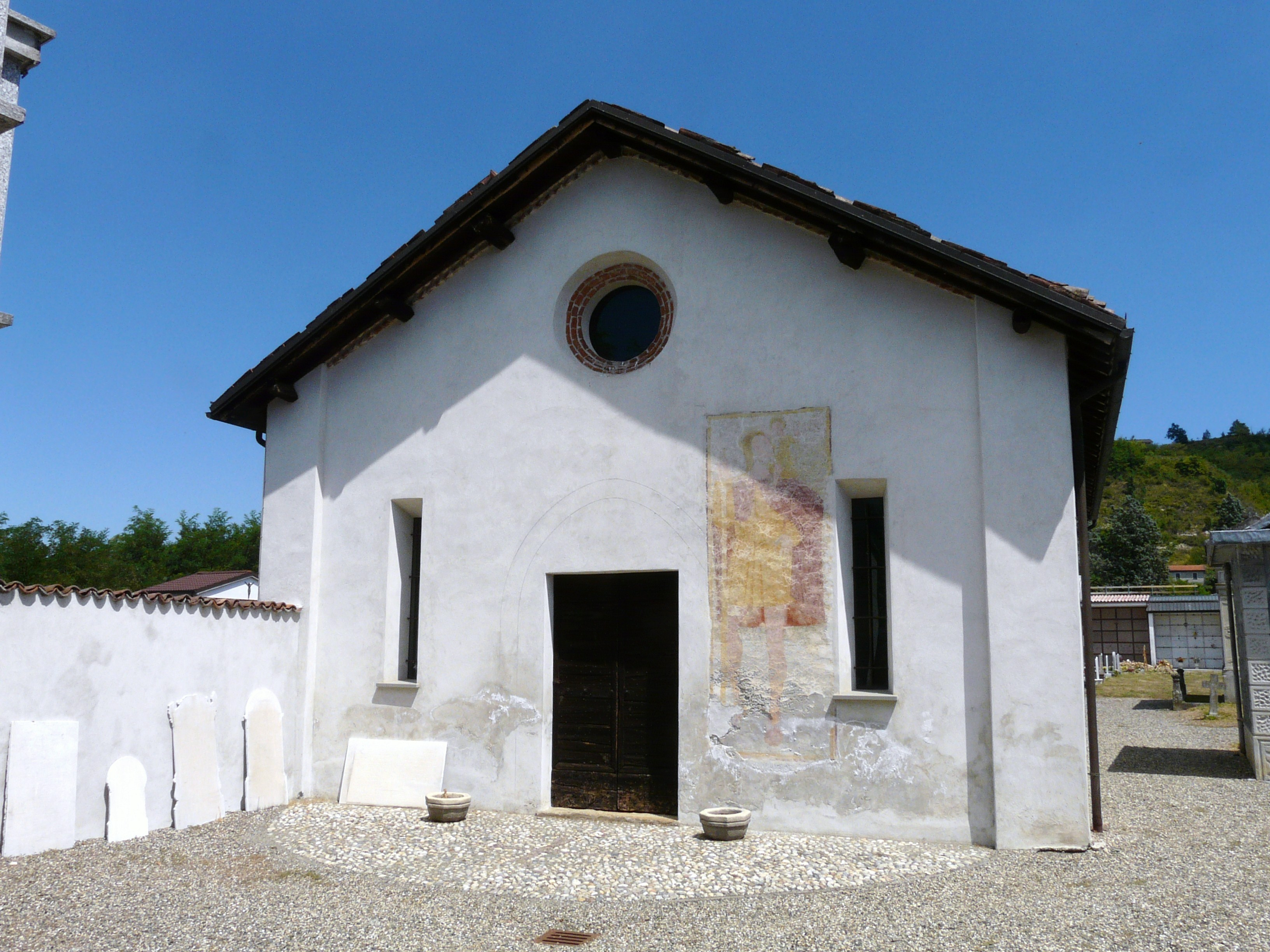
Chiesa di San Giovanni al Piano
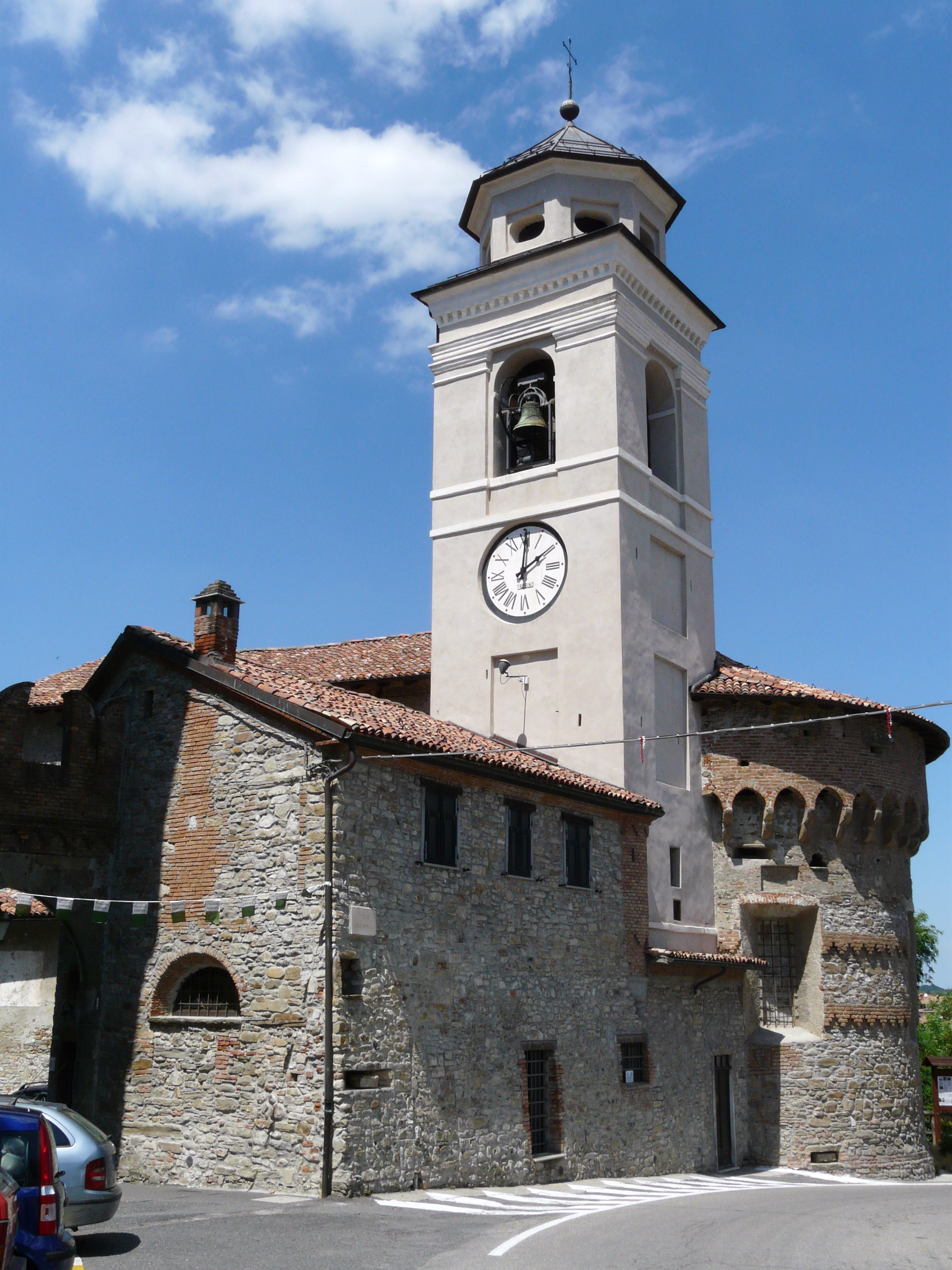
Campanile e chiesa di San Giovanni Battista
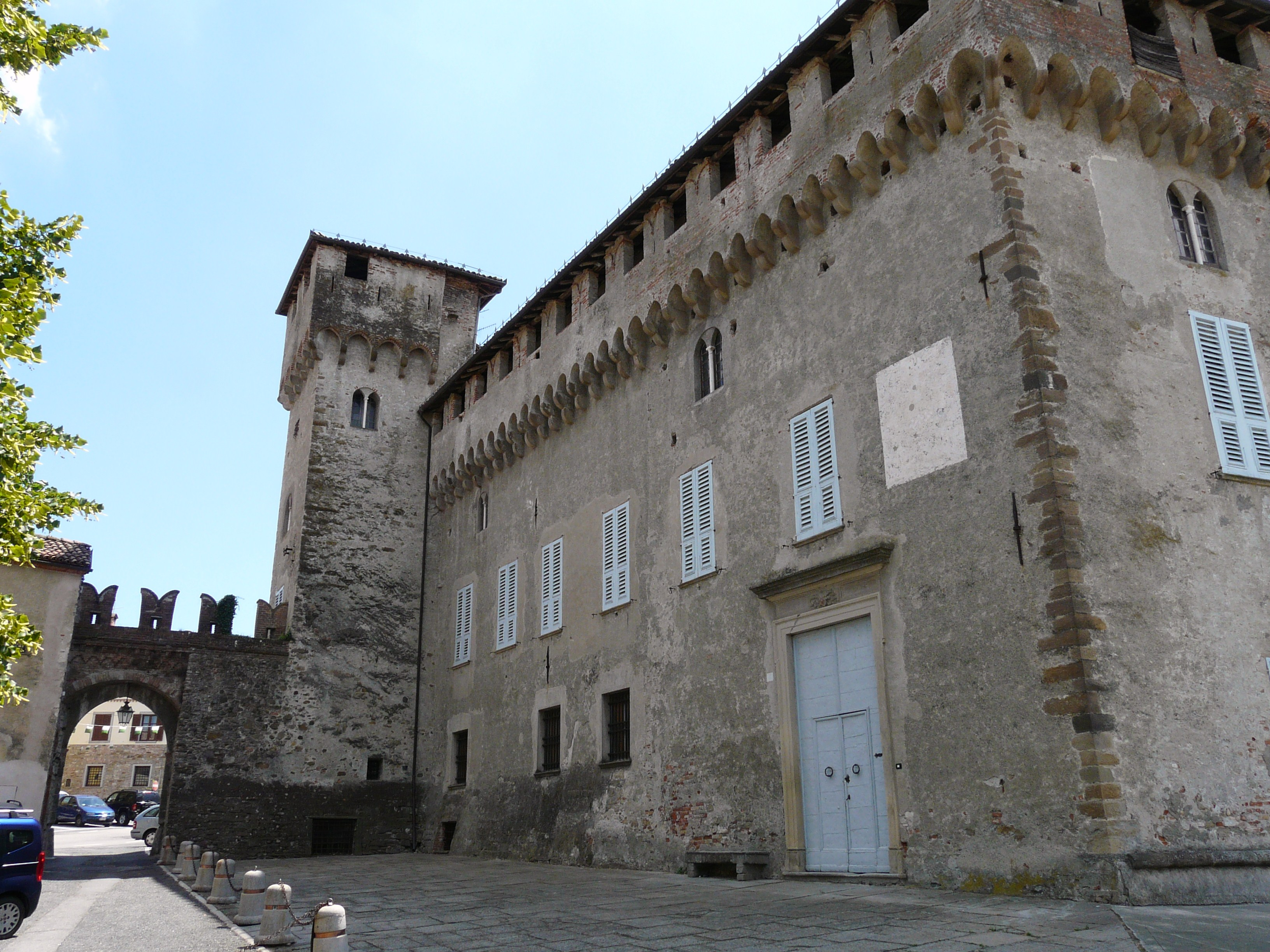
Castello Spinola
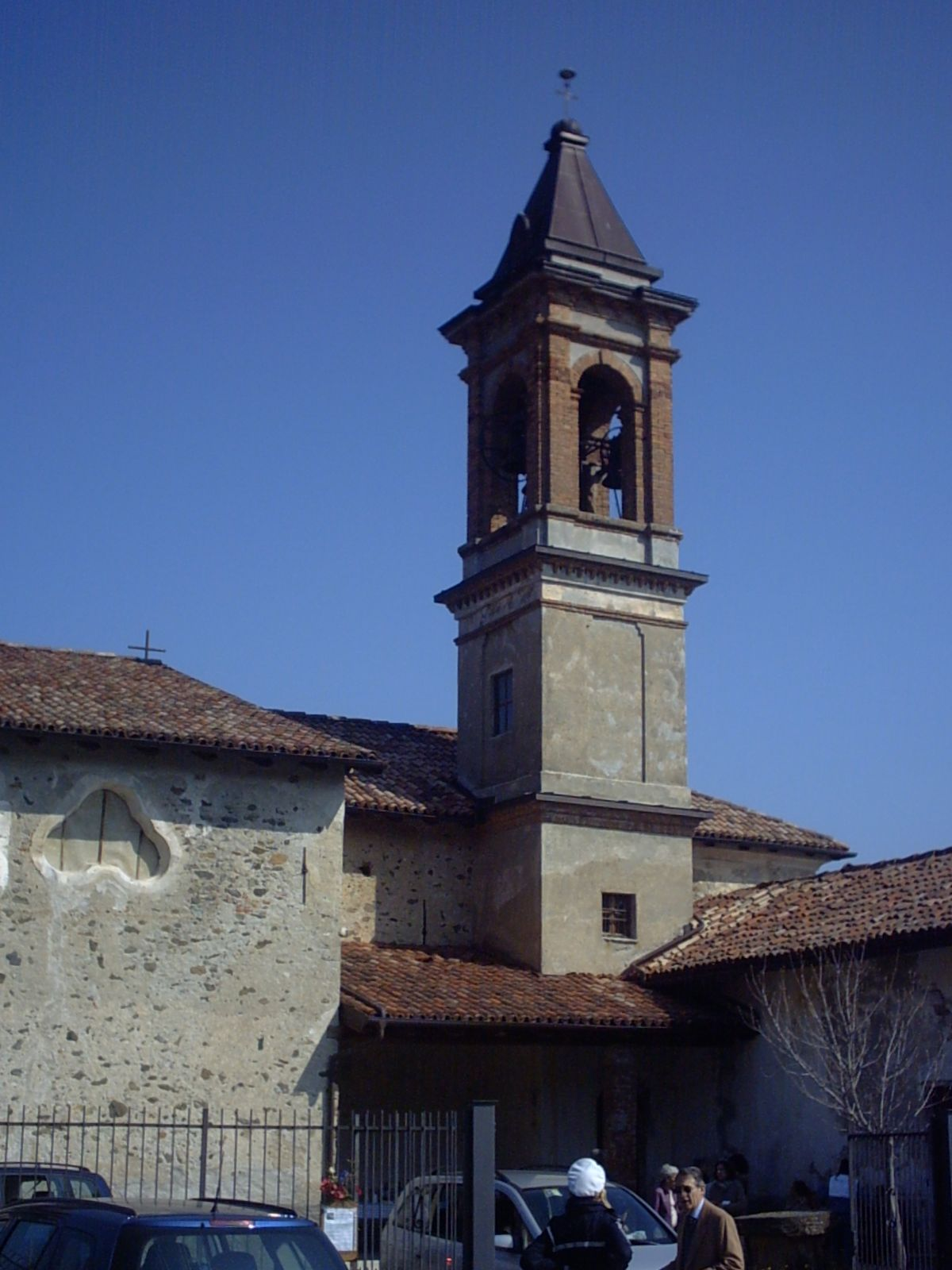
Santuario di Nostra Signora della Rocchetta